# كيموس
الكَيْمُوس (من الإغريقية χυμός khymos) هو المادة السائلة الموجودة في المعدة قبل أن تمر عبر صمام البواب ودخول الإثني عشر، حيث تقوم المعدة بسحق الطعام ومزجه بالعصارة المعديّة والتي يتم إفرازها من خلايا خاصة في جدارها فيتحول الطعام إلى كتلة كثيفة القوام، وتتحرك ببطء خارج المعدة نحو الأمعاء الدقيقة.